# Pristimantis ruidus
Pristimantis ruidus är en groddjursart som först beskrevs av Lynch 1979.  Pristimantis ruidus ingår i släktet Pristimantis och familjen Strabomantidae. IUCN kategoriserar arten globalt som otillräckligt studerad. Inga underarter finns listade i Catalogue of Life.